# Яковлев, Сергей Юрьевич
Сергей Юрьевич Яковлев (30 декабря 1963, Чистополь, Татарская АССР — 16 января 1987, Парван, Афганистан) — лейтенант Вооружённых Сил СССР, участник войны в Афганистане, погиб при исполнении служебных обязанностей, кавалер ордена Красной Звезды (посмертно).

## Биография
Родился 30 декабря 1963 года в городе Чистополе Татарской Автономной Советской Социалистической Республики. Окончил Чистопольскую среднюю школу № 1.
5 августа 1981 года был призван на службу в Вооружённые Силы СССР. В 1986 году окончил Омское высшее общевойсковое командное училище, в сентябре был направлен для дальнейшего прохождения службы в Демократическую Республику Афганистан. Принял командование взводом 3-й мотострелковой роты мотострелкового полка.
16 января 1987 года взвод лейтенанта Яковлева участвовал в отражении нападения афганцев на сторожевую заставу, расположенной на так называемой «Чарикарской зелёнке» — равнине возле города Чарикар, к востоку от дороги, соединяющей Кабул и Хайратон. К тому времени было объявлено о перемирии, из-за чего взвод не имел возможности открыть огонь первым. Когда боевики обстреляли машину, в которой находились бойцы его взвода, Яковлев организовал круговую оборону. В бою уничтожил 5 афганских солдат, но был застрелен снайпером.
Похоронен на городском кладбище в городе Чистополе Республики Татарстан.
Указом Президиума Верховного Совета СССР от 23 июля 1987 года лейтенант Яковлев посмертно был удостоен ордена Красной Звезды.

## Память
- В честь Яковлева названа улица в городе Чистополе[4].